# Jonathan Collier
Jonathan Collier est un scénariste de télévision américain principalement connu pour son travail sur les séries Les Simpson, Monk et Les Rois du Texas. Il est aussi le producteur délégué du DVD de Mike Reiss, Queer Duck: The Movie. Il est diplômé de l'Université Harvard.

## Filmographie

### Scénariste

#### PourLes Simpson
| Année | Titre                                  | Titre original                                                                      | Saison | Épisode | Réalisateur      |
| ----- | -------------------------------------- | ----------------------------------------------------------------------------------- | ------ | ------- | ---------------- |
| 1994  | La Petite Amie de Bart                 | Bart's Girlfriend                                                                   | 6      | 7       | Susie Dietter    |
| 1995  | La Springfield connection              | The Springfield Connection                                                          | 6      | 23      | Mark Kirkland    |
| 1996  | Le Vrai Faux Héros                     | Lisa the Iconoclast                                                                 | 7      | 16      | Mike B. Anderson |
| 1996  | 22 courts-métrages sur Springfield     | 22 Short Films About Springfield                                                    | 7      | 21      | Jim Reardon      |
| 1996  | Grand-Père Simpson et le trésor maudit | Raging Abe Simpson and His Grumbling Grandson in "The Curse of the Flying Hellfish" | 7      | 22      | Jeffrey Lynch    |
| 1996  | Le Roi du ring                         | The Homer They Fall                                                                 | 8      | 3       | Mark Kirkland    |

#### Autres
- 1991 : Top of the Heap (en) (2 épisodes)
- 1997-2004 : Les Rois du Texas (8 épisodes)
- 2002 : Et alors ? (3 épisodes)
- 2002 : Quoi d'neuf Scooby-Doo ? (1 épisode)
- 2004 : A Scooby-Doo! Christmas
- 2006-2007 : Monk (3 épisodes)
- 2009 : The Goode Family (1 épisode)
- 2012 : Bones (1 épisode)

### Réalisateur
- 2007 : Monk (1 épisode)

### Producteur
- 1993-1998 : Les Simpson (99 épisodes)
- 1997-1999 : Les Rois du Texas (12 épisodes)
- 2001 : Et alors ?
- 2006 : Queer Duck: The Movie
- 2006-2008 : Monk (32 épisodes)
- 2009 : The Goode Family (13 épisodes)
- 2010 : Romantically Challenged (4 épisodes)
- 2011-2012 : Bones (12 épisodes)

## Récompenses et nominations

### Récompenses
- 1995 : Primetime Emmy Award du meilleur programme d'animation de moins d'une heure pour l'épisode Le Mariage de Lisa de Les Simpson
- 1997 : Primetime Emmy Award du meilleur programme d'animation de moins d'une heure pour l'épisode La Phobie d'Homer de Les Simpson
- 1999 : Primetime Emmy Award du meilleur programme d'animation de moins d'une heure pour l'épisode Bobby aime Marie de Les Rois du Texas

### Nominations
- 1996 : Primetime Emmy Award du meilleur programme d'animation de moins d'une heure pour l'épisode Simpson Horror Show VI de Les Simpson
- 1997 : Primetime Emmy Award du meilleur programme d'animation de moins d'une heure pour l'épisode Peggy vieux jeu de Les Rois du Texas
- 1998 : Primetime Emmy Award du meilleur programme d'animation de moins d'une heure pour l'épisode La Tornade de Les Rois du Texas